# جيرالد فاغان
جيرالد فاغان هو موزع كندي، ولد في 19 سبتمبر 1939 في لندن في كندا.